# Перхлорат кальция
Перхлорат кальция — неорганическое соединение,
соль кальция и хлорной кислоты с формулой Ca(ClO4)2,
бесцветные кристаллы,
растворяется в воде,
образует кристаллогидраты.

## Физические свойства
Перхлорат кальция образует бесцветные кристаллы.
Хорошо растворяется в воде, этаноле, метаноле, ацетоне.
Слабо растворяется в диэтиловом эфире.
Образует кристаллогидрат состава Ca(ClO4)2•4H2O,
триклинная сингония,
пространственная группа P 1,
параметры ячейки a = 0,5578 нм, b = 0,7813 нм, c = 1,1761 нм, α = 100,740°, β = 89,658°, γ = 91,069° .